# Braintree
Braintree é uma cidade do distrito de Braintree, no Condado de Essex, na Inglaterra. Sua população é de 42.995 habitantes (2015) (150.999, distrito). Braintree foi registrada no Domesday Book de 1086 como Branchetreu.